# Кларк (окръг, Невада)
Вижте пояснителната страница за други населени места с името Кларк.
Окръг Кларк (на английски: Clark County) е окръг в щата Невада, Съединени американски щати. Площта му е km², а населението – 2 155 664 души (2016). Административен център е град Лас Вегас.

## Градове
- Боулдър Сити
- Мъскийт